# Новак, Джейн
Джейн Но́вак (англ. Jane Novak; 12 января 1896, Сент-Луис, Миссури — 3 февраля 1990, 1 февраля 1990 или 6 февраля 1990, Вудленд-Хиллз, Калифорния) — американская киноактриса, известная преимущественно ролями эпохи немого кино.

## Биография
Джоана Барбара Новак родилась 12 января 1896 года в городе Сент-Луис (штат Миссури, США). Отца звали Джозеф Джером Новак; мать — Барбара Медек, они были иммигрантами из Богемии. Младшая сестра — Ева (1898—1988) тоже стала довольно известной актрисой; всего в семье было пятеро детей. Вскоре после рождения Джоаны отец умер, и Барбара в одиночку растила их всех.
Девушка посещала религиозную школу School Sisters of Notre Dame, но, не закончив обучения, сбежала с подругой, создав водевильную труппу. Через некоторое время она вернулась домой, и её тётя, известная киноактриса Энн Шефер, впечатлённая артистическими способностями девушки, пригласила её в Калифорнию, чтобы попробовать начать играть в кино. Продюсерам юная актриса, похожая на Элис Джойс, приглянулась, и 17-летняя девушка, сменив имя с Джоана на Джейн, начала активно сниматься. С 1913 по 1929 год она появилась в более чем восьмидесяти кинофильмах, но с наступлением эпохи звукового кино её карьера фактически окончилась, несмотря на то голос девушки вполне подходил для нового формата кинематографа. С 1936 по 1954 год (с заметными перерывами) Новак снялась ещё в тринадцати фильмах, но в основном в эпизодических ролях и даже без указания в титрах. В 1954 году 58-летняя актриса полностью оставила кино и удалилась на покой.
Прибыв в 1913 году в Южную Калифорнию, девушка начала сниматься буквально с первых дней, ещё до того как за Голливудом закрепилось прозвище «центр киноиндустрии США». Она быстро познакомилась с Фрэнком Ньюбергом, первым заместителем продюсера Рут Роланд, одним из главных лиц киностудий Kalem и Biograph (вскоре Новак и Ньюберг поженились), что очень помогло ей в карьере. К марту 1922 года Новак владела небольшой компанией, имела контракты на съёмки в пяти полнометражных фильмах с очень солидными гонорарами. Став весьма состоятельной женщиной, Новак совместно с кинорежиссёром Честером Беннетом инвестировала свои доходы в различные деловые предприятия, но потеряла всё в результате биржевого краха 1929 года.
В 1925 году посетила Великобританию, где снялась в трёх фильмах.
Известна как третья кинозвезда (после Мэри Пикфорд и Дугласа Фэрбенкса), заработавшая более 1000 долларов за один фильм.
Джейн Новак скончалась 1, 3 или 6 февраля (согласно разным источникам) 1990 года в Вудленд-Хиллз (Лос-Анджелес) от инсульта.

### Личная жизнь
В 1915 году Новак вышла за актёра Фрэнка Ньюберга (1886—1969). Он был первым заместителем продюсера Рут Роланд, одним из главных лиц киностудий Kalem и Biograph. В 1918 году (либо в начале 1920-х годов) последовал развод, от брака осталась дочь по имени Вирджиния, которая, будучи ребёнком, иногда снималась с матерью.

Одно время Новак состояла в отношениях с известным актёром Уильямом Хартом (1864—1946), но в 1921 году он женился на другой кинозвезде, Винифред Уэстовер (1899—1978), после чего Новак и Харт перестали общаться, в том числе сниматься вместе.

## Избранная фильмография

### В титрах указана
- 1914 — Поцелуй / The Kiss — Мейзи, продавщица
- 1915—1916 — Взяточник[англ.] / Graft — Дороти Максвелл
- 1917 — Дух 76-го года[англ.] / The Spirit of ’76 — Сесил Стюарт
- 1918 — Человек-тигр[англ.] / The Tiger Man — Рут Ингрэм
- 1918 — Себялюбивый Йэйтс[англ.] / Selfish Yates — Мэри Адамс
- 1918 — Город девяти часов[англ.] / A Nine O'Clock Town — Кэтрин Фаррелл
- 1918 — Храм сумерек[англ.] / The Temple of Dusk — Рут Вейл
- 1918 — Стручковая фасоль[англ.] / String Beans — Джин Моррис
- 1919 — Обращайся с ними сурово[англ.] / Treat 'Em Rough — Мэри Редфорд
- 1919 — Денежный загон[англ.] / The Money Corral — Роуз
- 1919 — Следы фургона[англ.] / Wagon Tracks — Джейн Уошбёрн
- 1919 — За дверью[англ.] / Behind the Door — Элис Морс
- 1921 — Варвар[англ.] / The Barbarian — Флория Хитертон
- 1921 — Дороги судьбы[англ.] / Roads of Destiny — Энн Харди
- 1921 — Клеймо из трёх слов[англ.] / Three Word Brand — Этель Бартон
- 1923 — Ревнивые мужья[англ.] / Jealous Husbands — Алиса Мартинес
- 1923 — Человек, жизнь которого прошла мимо[англ.] / The Man Life Passed By — Хоуп Мур
- 1925 — Принцесса и скрипач[англ.] (Подлец) / The Blackguard (Die Prinzessin und der Geiger)[15] — принцесса Мария Идурская
- 1925 — Бездельник[англ.] / Lazybones — Аньес Фэннинг
- 1925 — Падение жеманницы[англ.] / The Prude's Fall — Беатрис Одли
- 1929 — Краснокожий[англ.] / Redskin — Джудит Стернс
- 1942 — Янки идут[англ.] / The Yanks Are Coming — Флора
- 1947 — Ярость пустыни / Desert Fury — миссис Линдкуист
- 1949 — Дело Тельмы Джордон / The File on Thelma Jordon — миссис Блэкуэлл
- 1989 — Американские мастера / American Masters — в роли самой себя (в эпизоде Harold Lloyd: The Third Genius)

### В титрах не указана
- 1940 — Иностранный корреспондент / Foreign Correspondent — мисс Бенсон
- 1942 — Праздничная гостиница[англ.] / Holiday Inn — гостья гостиницы
- 1950 — Заплатить сполна[англ.] / Paid in Full — мисс Фредерикс
- 1953 — Напуганные до смерти[англ.] / Scared Stiff — посетительница ночного клуба
- 1954 — О миссис Лесли[англ.] / About Mrs. Leslie — миссис Стелл, покупательница

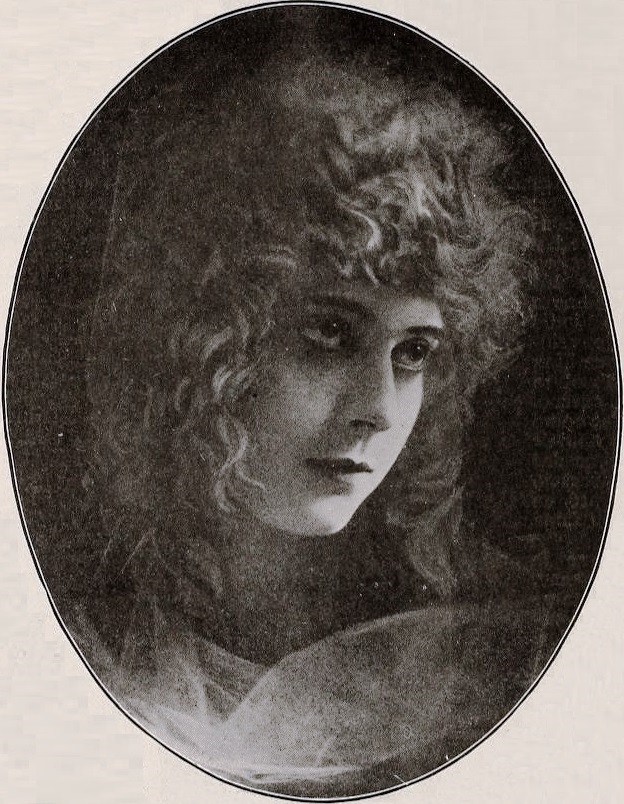
Фото 1916 г.
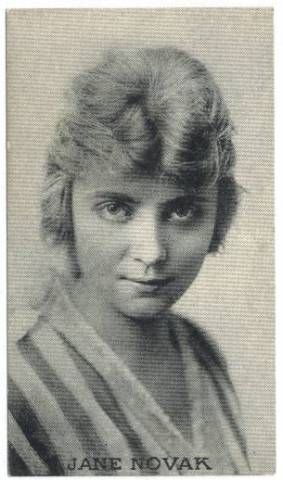
Фото 1917 г.
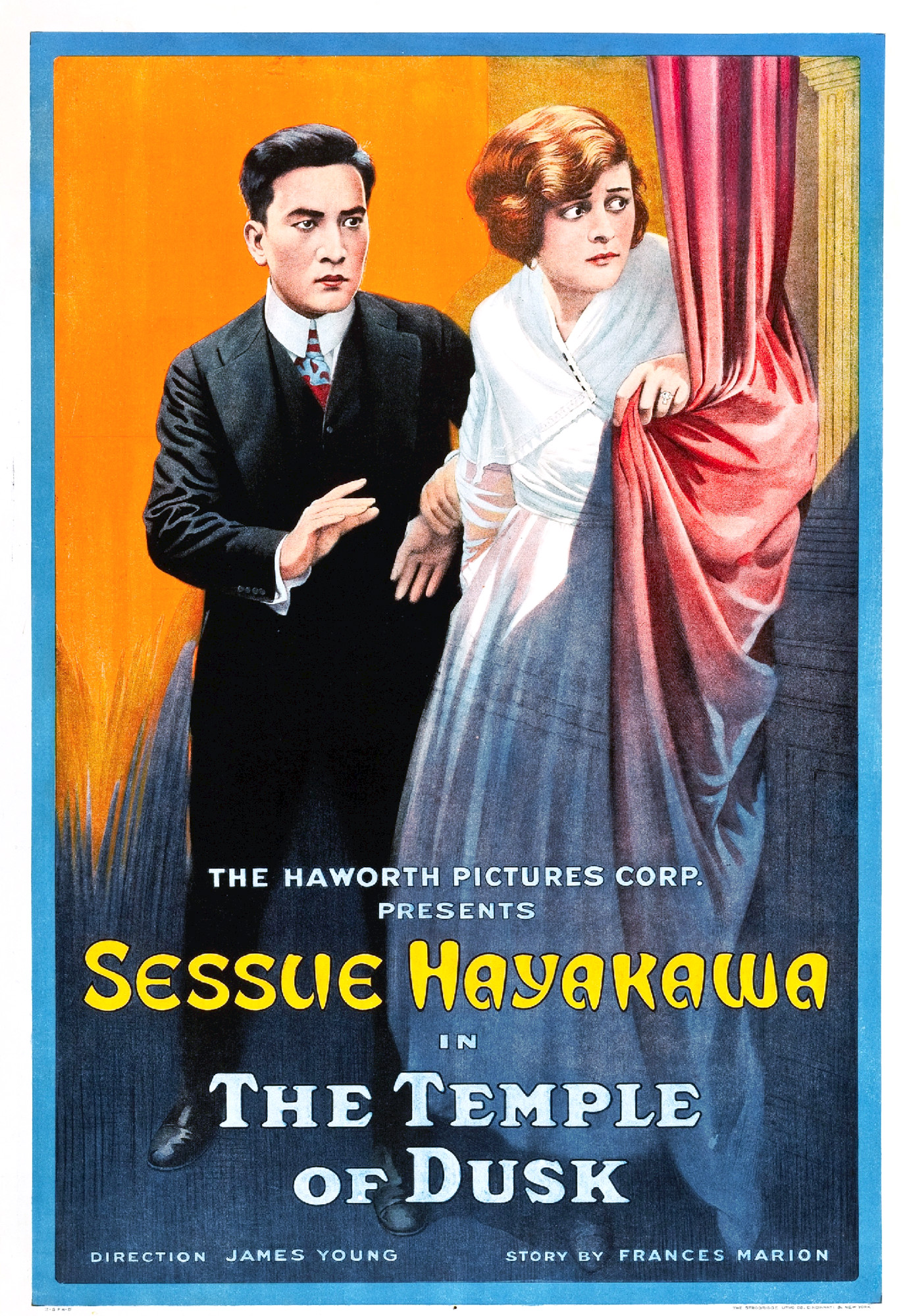
С Сэссю Хаякавой на постере фильма «Храм сумерек[англ.]» (1918)
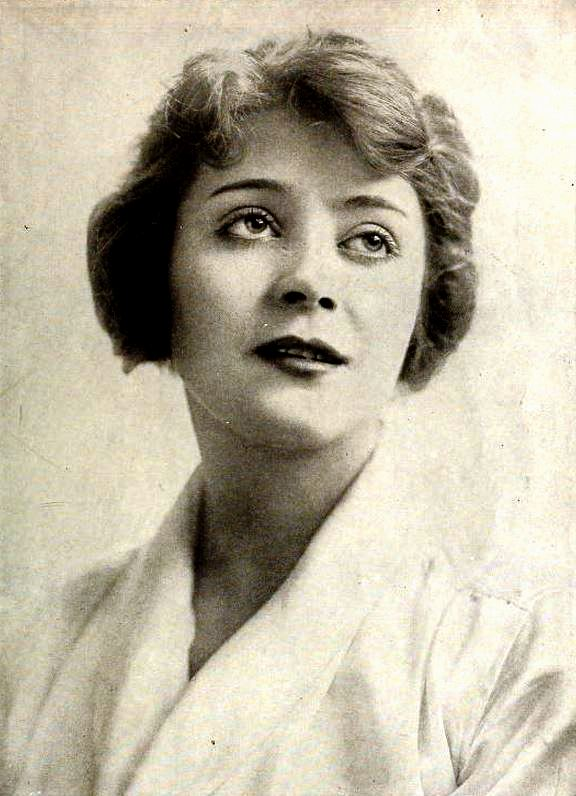
Фото 1919 г.
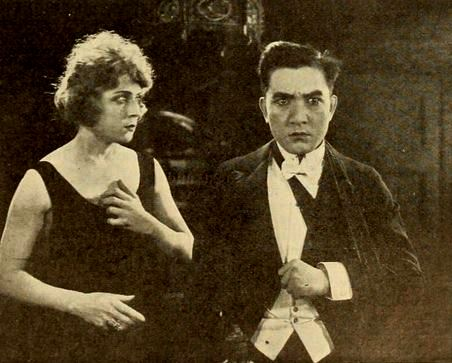
С Сэссю Хаякавой в фильме «Его долг» (1919)
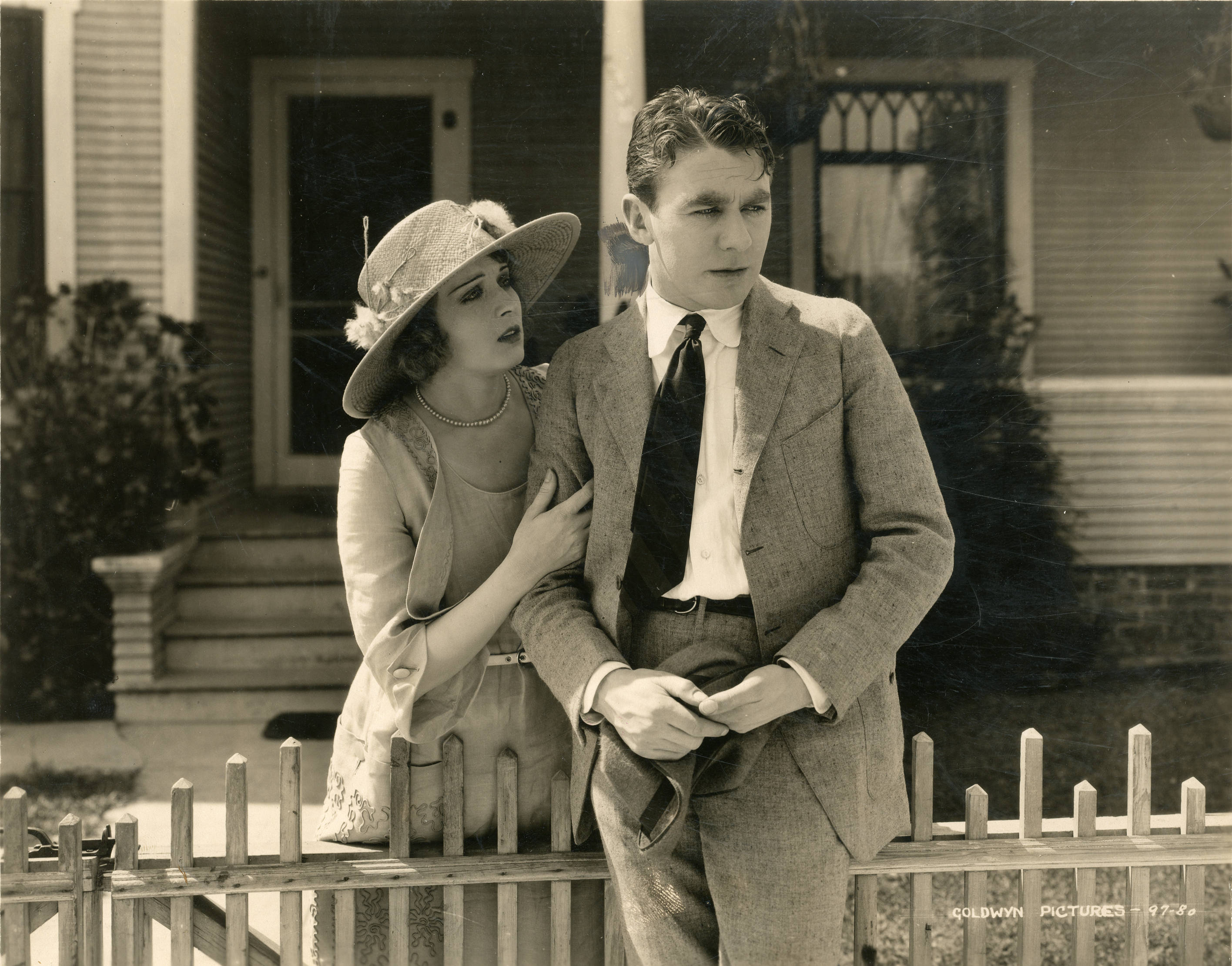
С Томом Муром[англ.] в фильме «Большое происшествие» (1920)
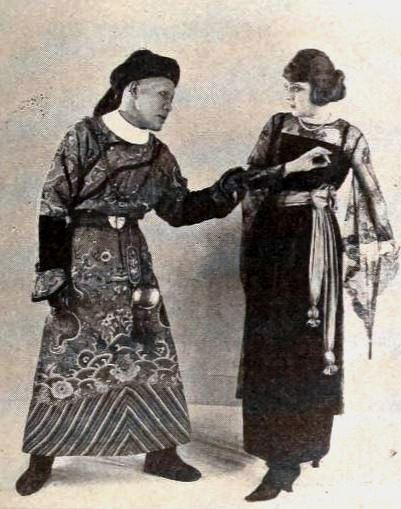
С Того Ямамото[англ.] в фильме «Конец реки» (1920)
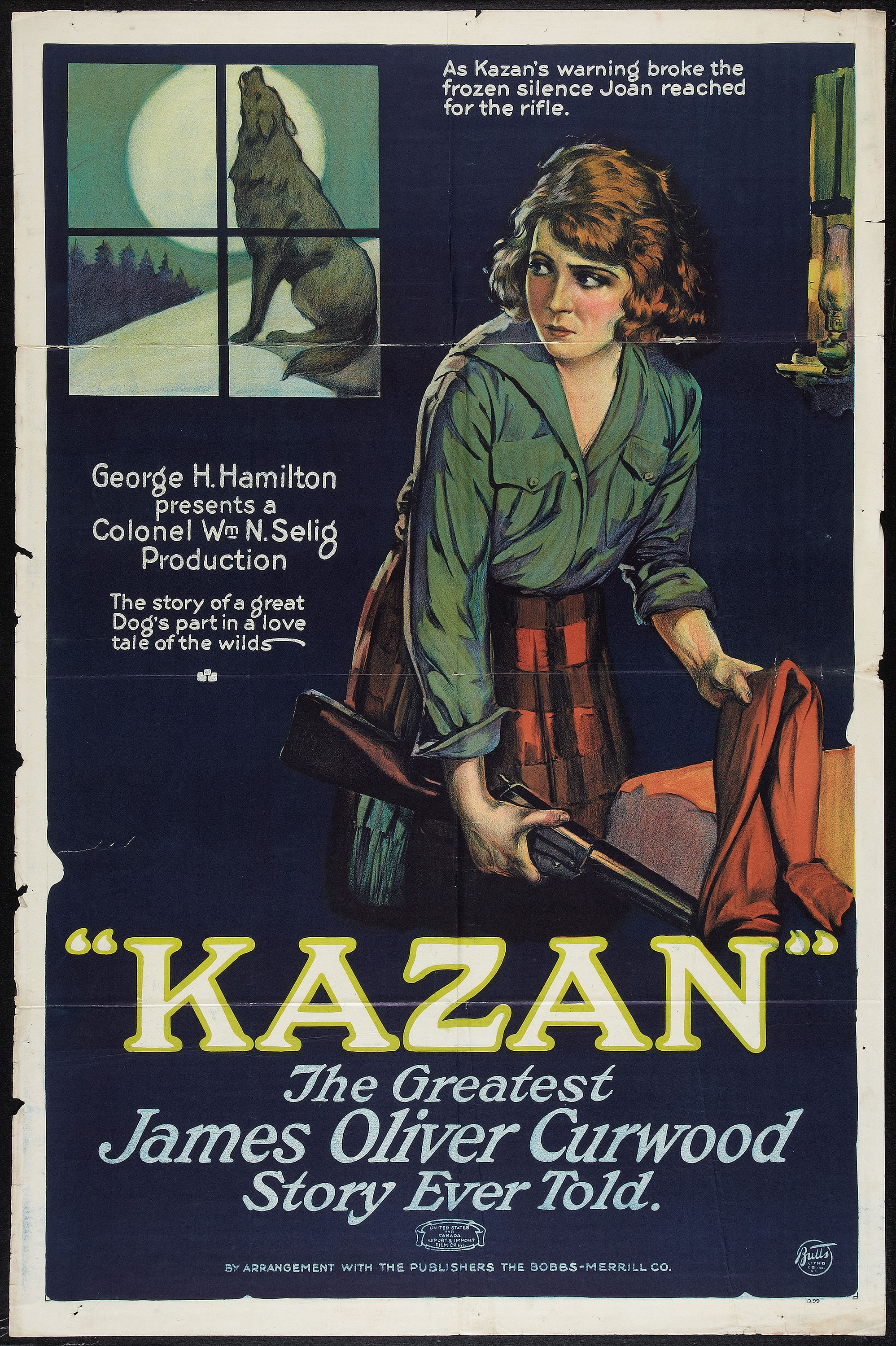
На постере фильма «Казан» (1921)
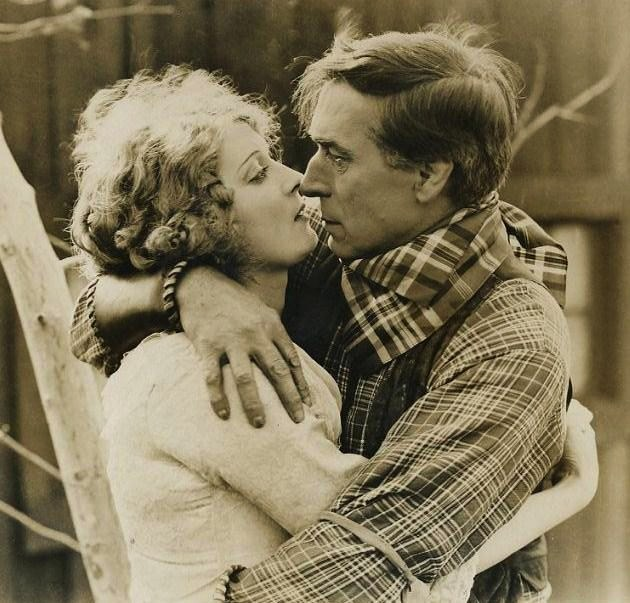
С Уильямом Хартом в фильме «Клеймо из трёх слов[англ.]» (1921)
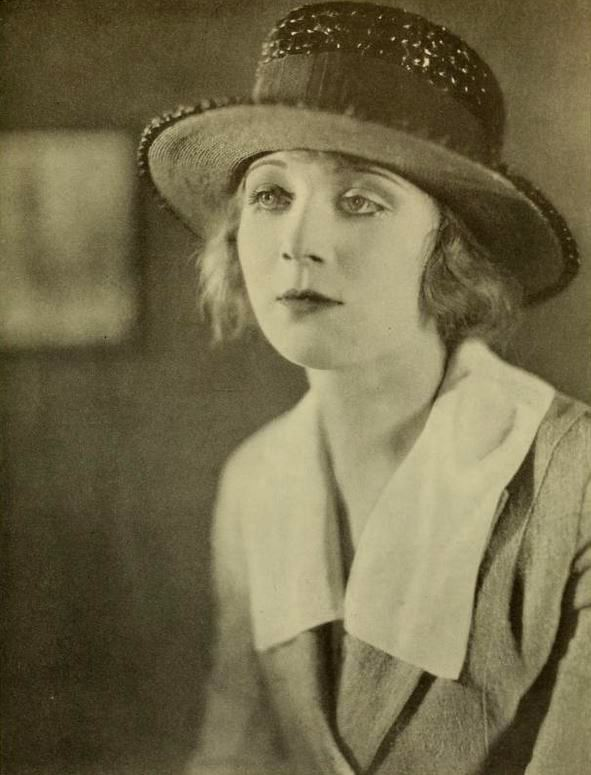
Фото 1922 г.
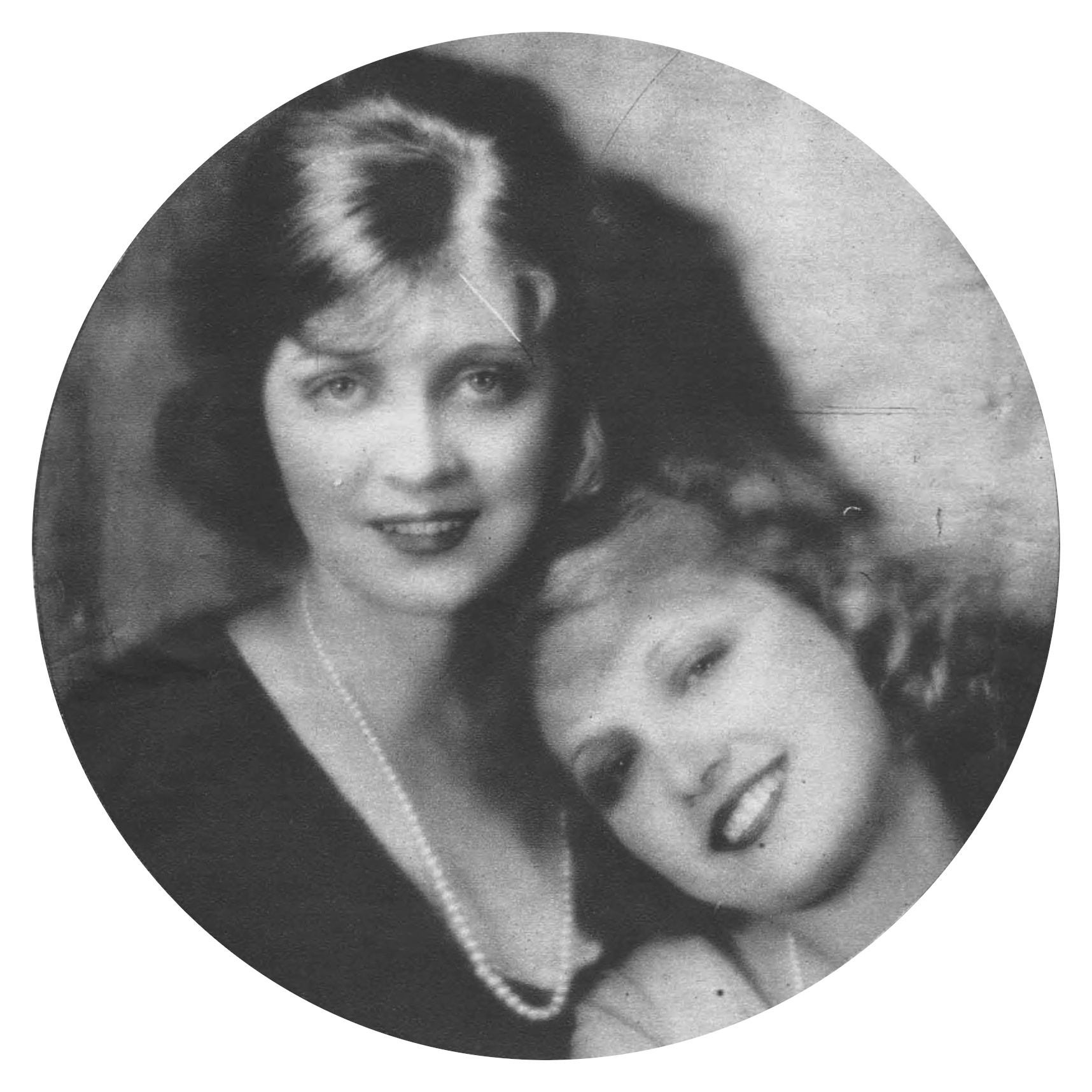
С сестрой, Евой, фото 1922 г.
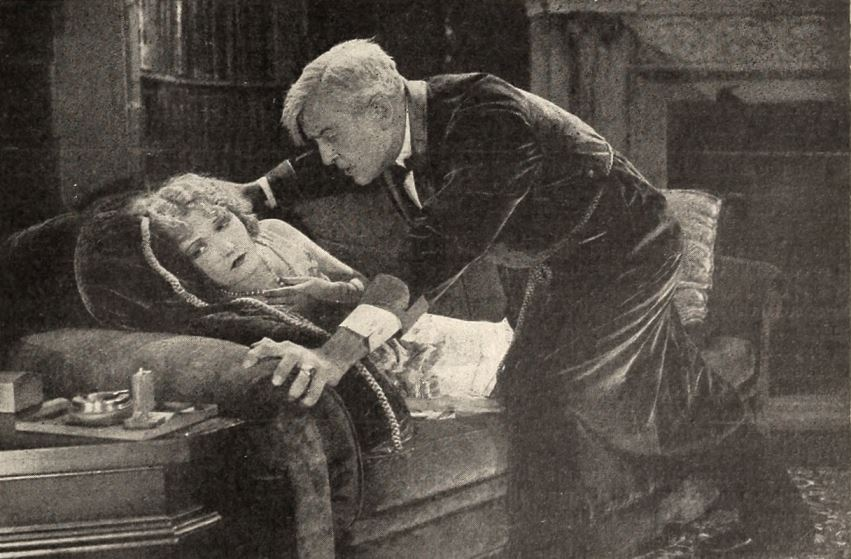
С Хобартом Босуортом[англ.] в фильме «Человек, жизнь которого прошла мимо[англ.]» (1923)
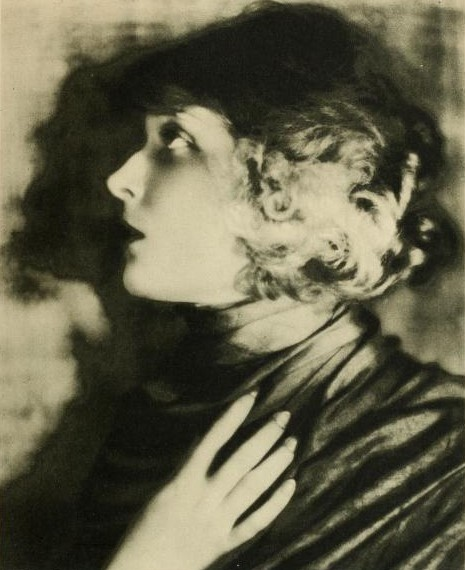
Фото 1924 г.